# ات د گیتز
ات دِ گیتز (به انگلیسی: At the Gates) یک گروه سوئدی دث متال از یوتبری است که در سال ۱۹۹۰ تشکیل شد. این گروه در کنار گروه‌های این فلیمز و دارک ترنکوئیلیتی یکی از پایه‌گذاران اصلی ملودیک دث متال سبک یوتبری بود. قبل از اولین انحلال آنها در سال ۱۹۹۶، ات د گیتز چهار آلبوم منتشر کرد که با آلبوم سلاخی روح (۱۹۹۵) پایان یافت که به عنوان نقطهٔ عطفی در صحنهٔ دث متال سوئد در اواسط دههٔ ۱۹۹۰ دیده می‌شد. پس از اتحاد مجدد برای یک تور یک باره در سال ۲۰۰۸، گروه یک بار دیگر در سال ۲۰۱۱ اصلاح شد و از آن زمان تاکنون سه آلبوم دیگر منتشر کرده‌اند: در جنگ با واقعیت (۲۰۱۴)، برای نوشیدن از شب (۲۰۱۸) و کابوس وجود (۲۰۲۱).

## سبک موسیقی و میراث
سبک موسیقی ات د گیتز به عنوان ملودیک دث متال و دث متال توصیف شده است. کارهای اولیهٔ گروه «روشی پیشرفته و پیچیده برای ساخت آهنگ‌هایی با سیالیت و تنوع ملودیک ماهرانه» را ارائه کرد که بر دث متال تکنیکی و همچنین بر روی سبک بلک متال آلبوم گرسنگی ترانسیلوانیایی از گروه دارک‌ثرون تأثیر گذاشت. بیشتر این مواد توسط آلف سونسون ساخته شده است که به گفته نوازندهٔ گیتار آندرس بیورلر، غم و اندوه سوئدی موسیقی محلی نوردیک را با دث متال و موسیقی کلاسیک ترکیب کرده است.
سبک بعدی ات د گیتز «کل منطقهٔ یوتبری را الهام بخشید»، اما با ترک گروه توسط سونسون، موفقیت تجاری آلبوم سلاخی روح از ساختارهای ترانهٔ سنتی‌تر تشکیل شد: «[...] یک آلبوم مرگ ملودیک بدون زواید که تمام نکات اساسی سبک را تحت تأثیر قرار داد».

## جوایز
ات د گیتز در سال ۱۹۹۶ نامزد دریافت جایزهٔ گرمی سوئدی (گرمیس) برای آلبوم سلاخی روح شدند، اما برنده نشدند. آنها در فوریه ۲۰۱۵ جایزهٔ گرمی سوئدی را برای آلبوم بازگشتی در سال ۲۰۱۴ در جنگ با واقعیت دریافت کردند. این گروه همچنین در ژوئن ۲۰۱۵ جایزهٔ الهام خدایان طلایی مجلهٔ متال همر را دریافت کرد.

## اعضای گروه
| اعضای کنونی - توماس لیندبرگ − خواننده (۱۹۹۶–۱۹۹۰، ۲۰۰۸–۲۰۰۷، ۲۰۱۰–اکنون) - آندرس بیورلر − گیتار اصلی (۱۹۹۶–۱۹۹۰، ۲۰۰۸–۲۰۰۷، ۲۰۱۷–۲۰۱۰، ۲۰۲۲–اکنون) - یوناس بیورلر − بیس (۱۹۹۲–۱۹۹۰، ۱۹۹۶–۱۹۹۳، ۲۰۰۸–۲۰۰۷، ۲۰۱۰–اکنون)، درام (۱۹۹۰) - آدریان ارلاندسون − درام (۱۹۹۶–۱۹۹۰، ۲۰۰۸–۲۰۰۷، ۲۰۱۰–اکنون) - مارتین لارسون − گیتار ریتم (۱۹۹۶–۱۹۹۳، ۲۰۰۸–۲۰۰۷، ۲۰۱۰–اکنون) | اعضای پیشین - آلف سونسون − گیتار ریتم (۱۹۹۳–۱۹۹۰) - بیورن مانکنر − بیس (۱۹۹۰) - کلیف لوندبرگ − بیس (۱۹۹۲) - یوناس استال‌هامار − گیتار (۲۰۲۲−۲۰۱۷) نوازندگان جلسه‌ای و تور - جسپر جارولد − ویولن (۱۹۹۲–۱۹۹۱) - تونی اندرسون − بیس (۱۹۹۲) - دیرک وربورن – درام (۲۰۱۹) - اولا انگلوند – بیس (۲۰۱۹) - پاتریک جنسن – گیتار (۲۰۲۲) - دانیل مارتینز – گیتار (۲۰۲۲) |

## ترانه‌شناسی

### آلبوم‌های استودیویی
- قرمز در آسمان مال ماست (۱۹۹۲) The Red in the Sky Is Ours
- با ترس، تاریکی سوزان را می‌بوسم (۱۹۹۳) With Fear I Kiss the Burning Darkness
- بیماری روحی پایانی (۱۹۹۴) Terminal Spirit Disease
- سلاخی روح (۱۹۹۵) Slaughter of the Soul
- در جنگ با واقعیت (۲۰۱۴) At War with Reality
- برای نوشیدن از شب (۲۰۱۸) To Drink from the Night Itself
- کابوس وجود (۲۰۲۱) The Nightmare of Being

## یادداشت
1. ↑  Grammis
2. ↑  Golden Gods Inspiration Award